# Jakob Weimer

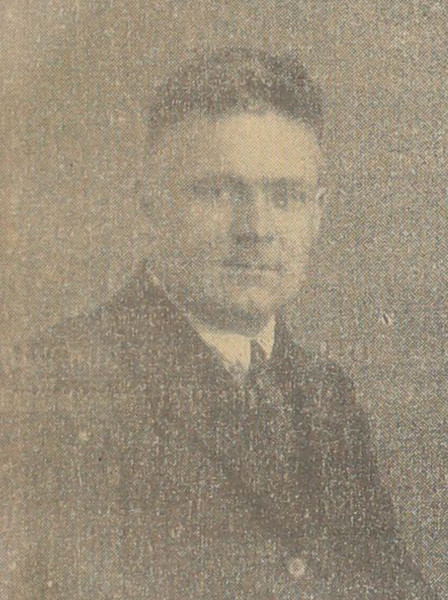
Jakob Weimer, um 1930

Jakob Weimer (* 25. Mai 1887 in Gültstein; † 21. November 1944 in Stuttgart) war ein deutscher Politiker (SPD). 

## Leben und Wirken
Nach dem Besuch der Volksschule in den Jahren 1893 bis 1901 erlernte Weimer bis 1904 das Schlosser- und Mechanikerhandwerk. Im ersten Jahrzehnt des 20. Jahrhunderts trat er in die Sozialdemokratische Partei Deutschlands (SPD) ein. Außerdem wurde er Mitglied der Gewerkschaft, in der er mit der Zeit, insbesondere ab 1920, wechselnde Funktionärsaufgaben wahrnahm. Von 1914 bis 1918 nahm Weimer wahrscheinlich am Ersten Weltkrieg teil.
1921 wurde Weimer zum Bezirkssekretär des Allgemeinen Deutschen Gewerkschaftsbundes für Württemberg, Hohenzollern, Baden und Pfalz (Südwest) in Stuttgart gewählt. Von 1927 (als er für Emilie Hiller nachrückte, die das Bezirkslisten-Mandat des verstorbenen August Hornung übernommen hatte) bis 1933 saß Weimer als Abgeordneter der SPD im Landtag von Württemberg. Mit der Reichstagswahl vom März 1933 wurde Weimer als Kandidat der SPD für den Wahlkreis 31 (Württemberg) in den letzten Reichstag der Weimarer Republik gewählt. Er gehörte dem deutschen Parlament lediglich drei Monate lang, bis zum Juni desselben Jahres, an, bevor ihm sein Mandat auf Veranlassung der Reichsregierung aberkannt wurde. Das wichtigste parlamentarische Ereignis an dem Weimer während seiner Abgeordnetenzeit beteiligt war, war die Abstimmung über das Ermächtigungsgesetz im März 1933: Er war dabei einer von 94 Abgeordneten, die gegen die Annahme dieses Gesetzes stimmten, das die juristische Grundlage für die Errichtung der nationalsozialistischen Diktatur bildete und das mit 444 zu 94 Stimmen angenommen wurde.
Im Mai 1933, zwei Monate nach der nationalsozialistischen „Machtergreifung“ wurde Weimer erstmals verhaftet. Nach seiner Freilassung arbeitete er als Versicherungsangestellter.
Im Sommer 1944 wurde Weimer als mutmaßlicher Mitverschwörer des Attentats vom 20. Juli 1944 von der Gestapo verhaftet. Aus gesundheitlichen Gründen wurde er zunächst in das Stuttgarter Robert-Bosch-Krankenhaus eingeliefert, wo ihm Ärzte monatelang Transportunfähigkeit attestierten. Im November 1944, kurz nachdem der Chefarzt des Krankenhauses Weimer schließlich unter wachsendem Druck Transportfähigkeit zugesprochen hatte, starb dieser im Keller des Krankenhauses infolge der brutalen Verhöre durch die Gestapo.
Nachlassunterlagen von Weimer werden heute im Staatsarchiv Ludwigsburg unter den Signaturen EL 902/20 Bü 81131, EL 350 Bü 4449 und F 201 Bü 598 aufbewahrt.